# Сельские административно-территориальные единицы Самарской области
Округа, волости, сельские администрации — сельские административно-территориальные единицы, выделявшиеся в составе районов Самарской области. Две сельские администрации находились в подчинении городов областного значения.

## История
Округа, волости и сельские администрации были образованы во второй половине 1990-х годов как результат реорганизации сельсоветов.
В проекте Закона об административно-территориальном устройстве 1996 года значилось определение:
- волость (сельсовет, округ и др.) — административно-территориальная единица, которая своими фиксированными границами охватывает одни или несколько сельских населённых пунктов вместе с находящимися в их ведении землями[1].

В Законе об административно-территориальном устройстве 1997 года:
- волость — административно-территориальная единица района, которая может своими границами охватывать часть либо всю территорию крупного сельского населенного пункта, или объединять несколько населённых пунктов[2].

В Уставе, принятом в конце 1995 года, до 2002 года не было разграничения типов административно-территориальных единиц:
- в состав Самарской области входят территориальные образования, административно подчинённые области на момент принятия настоящего Устава.

В 2002 году в Устав были внесены в качестве административно-территориальных единиц районы и города областного значения, сельские административно-территориальные единицы в список не попали.
В новый Устав, принятый в конце 2006 года, округа, волости и сельские администрации тоже не попали.
Тем самым, в настоящий момент округа, волости и сельские администрации выделяются исключительно в ОКАТО.
Тем не менее, в 2005 году в их границах в составе муниципальных районов были образованы сельские поселения. До 2015 года число поселений совпадало с числом округов, волостей и сельских администраций в составе районов. В 2015 году некоторые сельские поселения были объединены. На уровне административно-территориального устройства объединение в ОКАТО не отражено.

## Список
Всего 294 сельские административно-территориальные единицы, согласно ОКАТО:
- 259 волостей;
- 30 округов;
- 5 сельских администраций (2 в подчинении городов областного значения).

Сокращения:
- пгт — посёлок городского типа;
- СП — сельское поселение;
- МР — муниципальный район.

| №   | Административно-территориальная единица | Подчинение                    | Соответствие на уровне муниципального устройства           | Комментарий                                                    |
| --- | --------------------------------------- | ----------------------------- | ---------------------------------------------------------- | -------------------------------------------------------------- |
| 1   | Абашевская волость                      | Хворостянский район           | СП Абашево Хворостянского МР                               |                                                                |
| 2   | Авангардская волость                    | Алексеевский район            | СП Авангард Алексеевского МР                               |                                                                |
| 3   | Августовская волость                    | Большечерниговский район      | СП Августовка Большечерниговского МР                       |                                                                |
| 4   | Алакаевская волость                     | Кинельский район              | СП Алакаевка Кинельского МР                                |                                                                |
| 5   | Александровская волость                 | Большеглушицкий район         | СП Александровка Большеглушицкого МР                       |                                                                |
| 6   | Александровская волость                 | Ставропольский район          | СП Александровка Ставропольского МР                        |                                                                |
| 7   | Александровская волость                 | Кинель-Черкасский район       | СП Александровка Кинель-Черкасского МР                     |                                                                |
| 8   | Алексеевская волость                    | Алексеевский район            | СП Алексеевка Алексеевского МР                             |                                                                |
| 9   | Алексеевский округ                      | Красноармейский район         | СП Алексеевский Красноармейского МР                        |                                                                |
| 10  | Алькинская волость                      | Похвистневский район          | СП Алькино Похвистневского МР                              |                                                                |
| 11  | Андросовский округ                      | Красноармейский район         | СП Андросовка Красноармейского МР                          |                                                                |
| 12  | Антоновская сельская администрация      | Сергиевский район             | СП Антоновка Сергиевского МР                               |                                                                |
| 13  | Арзамасцевский округ                    | Богатовский район             | СП Арзамасцевка Богатовского МР                            |                                                                |
| 14  | Артюшкинская волость                    | Шенталинский район            | СП Артюшкино Шенталинского МР                              |                                                                |
| 15  | Байтуганская волость                    | Камышлинский район            | СП Байтуган Камышлинского МР                               |                                                                |
| 16  | Балыклинская волость                    | Камышлинский район            | СП Балыкла Камышлинского МР                                |                                                                |
| 17  | Бариновская волость                     | Нефтегорский район            | СП Бариновка Нефтегорского МР                              |                                                                |
| 18  | Бахиловская волость                     | Ставропольский район          | СП Бахилово Ставропольского МР                             |                                                                |
| 19  | Береговая волость                       | Шигонский район               | СП Береговой Шигонского МР                                 |                                                                |
| 20  | Березняковская волость                  | Кинель-Черкасский район       | СП Березняки Кинель-Черкасского МР                         |                                                                |
| 21  | Берёзовская волость                     | Елховский район               | СП Берёзовка Елховского МР                                 |                                                                |
| 22  | Бичевная волость                        | Шигонский район               | СП Бичевная Шигонского МР                                  |                                                                |
| 23  | Бобровская волость                      | Кинельский район              | СП Бобровка Кинельского МР                                 |                                                                |
| 24  | Богатовский округ                       | Богатовский район             | СП Богатое Богатовского МР                                 |                                                                |
| 25  | Богдановская волость                    | Нефтегорский район            | СП Богдановка Нефтегорского МР                             |                                                                |
| 26  | Богдановская волость                    | Кинельский район              | СП Богдановка Кинельского МР                               |                                                                |
| 27  | Больше-Рязанская волость                | Ставропольский район          | СП Большая Рязань Ставропольского МР                       |                                                                |
| 28  | Большеалдаркинская волость              | Борский район                 | СП Большое Алдаркино Борского МР                           |                                                                |
| 29  | Большеглушицкая волость                 | Большеглушицкий район         | СП Большая Глушица Большеглушицкого МР                     |                                                                |
| 30  | Большедергуновская волость              | Большеглушицкий район         | СП Большая Дергуновка Большеглушицкого МР                  |                                                                |
| 31  | Большеермаковская волость               | Кошкинский район              | СП Большое Ермаково Кошкинского МР                         |                                                                |
| 32  | Большекаменская волость                 | Красноярский район            | СП Большая Каменка Красноярского МР                        |                                                                |
| 33  | Большеконстантиновская волость          | Кошкинский район              | СП Большая Константиновка Кошкинского МР                   |                                                                |
| 34  | Большемикушкинская волость              | Исаклинский район             | СП Большое Микушкино Исаклинского МР                       |                                                                |
| 35  | Большераковская волость                 | Красноярский район            | СП Большая Раковка Красноярского МР                        |                                                                |
| 36  | Большеромановская волость               | Кошкинский район              | СП Большая Романовка Кошкинского МР                        |                                                                |
| 37  | Большетолкайская волость                | Похвистневский район          | СП Большой Толкай Похвистневского МР                       |                                                                |
| 38  | Большечерниговская волость              | Большечерниговский район      | СП Большая Черниговка Большечерниговского МР               |                                                                |
| 39  | Борискино-Игарская волость              | Клявлинский район             | СП Борискино-Игар Клявлинского МР                          |                                                                |
| 40  | Борская волость                         | Борский район                 | СП Борское Борского МР                                     |                                                                |
| 41  | Варламовский округ                      | Сызранский район              | СП Варламово Сызранского МР                                |                                                                |
| 42  | Васильевская волость                    | Ставропольский район          | СП Васильевка Ставропольского МР                           |                                                                |
| 43  | Васильевская волость                    | Шенталинский район            | СП Васильевка Шенталинского МР                             |                                                                |
| 44  | Васильевская волость                    | Безенчукский район            | СП Васильевка Безенчукского МР                             |                                                                |
| 45  | Верхне-Белозёрская волость              | Ставропольский район          | СП Верхние Белозёрки Ставропольского МР                    |                                                                |
| 46  | Верхне-Орлянская волость                | Сергиевский район             | СП Верхняя Орлянка Сергиевского МР                         |                                                                |
| 47  | Верхне-Санчелеевская волость            | Ставропольский район          | СП Верхнее Санчелеево Ставропольского МР                   |                                                                |
| 48  | Верхнеподстепновская волость            | Волжский район                | СП Верхняя Подстепновка Волжского МР                       |                                                                |
| 49  | Виловатовский округ                     | Богатовский район             | СП Виловатое Богатовского МР                               |                                                                |
| 50  | Владимировская волость                  | Хворостянский район           | СП Владимировка Хворостянского МР                          |                                                                |
| 51  | Волжский Утёс, волость                  | Шигонский район               | СП Волжский Утёс Шигонского МР                             |                                                                |
| 52  | Волжский округ                          | Сызранский район              | СП Волжское Сызранского МР                                 |                                                                |
| 53  | Волчанский округ                        | Красноармейский район         | СП Волчанка Красноармейского МР                            |                                                                |
| 54  | Воротненская волость                    | Сергиевский район             | СП Воротнее Сергиевского МР                                |                                                                |
| 55  | Воскресенская волость                   | Волжский район                | СП Воскресенка Волжского МР                                |                                                                |
| 56  | Восточная волость                       | Большечерниговский район      | СП Восточный Большечерниговского МР                        |                                                                |
| 57  | Выселкская волость                      | Ставропольский район          | СП Выселки Ставропольского МР                              |                                                                |
| 58  | Высокинская волость                     | Пестравский район             | СП Высокое Пестравского МР                                 |                                                                |
| 59  | Гавриловская волость                    | Алексеевский район            | СП Гавриловка Алексеевского МР                             |                                                                |
| 60  | Гвардейская волость                     | Борский район                 | СП Гвардейцы Борского МР                                   |                                                                |
| 61  | Георгиевская волость                    | Кинельский район              | СП Георгиевка Кинельского МР                               |                                                                |
| 62  | Герасимовская волость                   | Алексеевский район            | СП Герасимовка Алексеевского МР                            |                                                                |
| 63  | Глушицкая волость                       | Большечерниговский район      | СП Глушицкий Большечерниговского МР                        |                                                                |
| 64  | Гражданский округ                       | Красноармейский район         | СП Гражданский Красноармейского МР                         |                                                                |
| 65  | Давыдовская волость                     | Приволжский район             | СП Давыдовка Приволжского МР                               |                                                                |
| 66  | Двухключевская волость                  | Исаклинский район             | СП Два Ключа Исаклинского МР                               |                                                                |
| 67  | Девлезеркинская волость                 | Челно-Вершинский район        | СП Девлезеркино Челно-Вершинского МР                       |                                                                |
| 68  | Денискинская волость                    | Шенталинский район            | СП Денискино Шенталинского МР                              |                                                                |
| 69  | Дмитриевская волость                    | Нефтегорский район            | СП Дмитриевка Нефтегорского МР                             |                                                                |
| 70  | Долматовская волость                    | Борский район                 | СП Долматовка Борского МР                                  |                                                                |
| 71  | Домашкинская волость                    | Кинельский район              | СП Домашка Кинельского МР                                  |                                                                |
| 72  | Дубово-Умётская волость                 | Волжский район                | СП Дубовый Умёт Волжского МР                               |                                                                |
| 73  | Екатериновская волость                  | Безенчукский район            | СП Екатериновка Безенчукского МР                           |                                                                |
| 74  | Елховская волость                       | Елховский район               | СП Елховка Елховского МР                                   |                                                                |
| 75  | Елшанская волость                       | Сергиевский район             | СП Елшанка Сергиевского МР                                 |                                                                |
| 76  | Ерзовская волость                       | Кинель-Черкасский район       | СП Ерзовка Кинель-Черкасского МР                           |                                                                |
| 77  | Ермаковская волость                     | Камышлинский район            | СП Ермаково Камышлинского МР                               |                                                                |
| 78  | Жемковский округ                        | Сызранский район              | СП Жемковка Сызранского МР                                 |                                                                |
| 79  | Жигулёвская волость                     | Ставропольский район          | СП Жигули Ставропольского МР                               |                                                                |
| 80  | Заборовский округ                       | Сызранский район              | СП Заборовка Сызранского МР                                |                                                                |
| 81  | Заволжская волость                      | Приволжский район             | СП Заволжье Приволжского МР                                |                                                                |
| 82  | Заплавненская волость                   | Борский район                 | СП Заплавное Борского МР                                   |                                                                |
| 83  | Захаркинская волость                    | Сергиевский район             | СП Захаркино Сергиевского МР                               |                                                                |
| 84  | Звезда, волость                         | Безенчукский район            | СП Звезда Безенчукского МР                                 |                                                                |
| 85  | Зуевская волость                        | Нефтегорский район            | СП Зуевка Нефтегорского МР                                 |                                                                |
| 86  | Ивашевский округ                        | Сызранский район              | СП Ивашевка Сызранского МР                                 |                                                                |
| 87  | Ильменская волость                      | Приволжский район             | СП Ильмень Приволжского МР                                 |                                                                |
| 88  | Исаклинская волость                     | Исаклинский район             | СП Исаклы Исаклинского МР                                  |                                                                |
| 89  | Кабановская волость                     | Кинель-Черкасский район       | СП Кабановка Кинель-Черкасского МР                         |                                                                |
| 90  | Калиновская волость                     | Сергиевский район             | СП Калиновка Сергиевского МР                               |                                                                |
| 91  | Каменно-Бродская волость                | Челно-Вершинский район        | СП Каменный Брод Челно-Вершинского МР                      |                                                                |
| 92  | Каменская волость                       | Шенталинский район            | СП Каменка Шенталинского МР                                |                                                                |
| 93  | Камышлинская волость                    | Камышлинский район            | СП Камышла Камышлинского МР                                |                                                                |
| 94  | Канашская волость                       | Шенталинский район            | СП Канаш Шенталинского МР                                  |                                                                |
| 95  | Кандабулакская волость                  | Сергиевский район             | СП Кандабулак Сергиевского МР                              |                                                                |
| 96  | Кармало-Аделяковская волость            | Сергиевский район             | СП Кармало-Аделяково Сергиевского МР                       |                                                                |
| 97  | Кинель-Черкасская волость               | Кинель-Черкасский район       | СП Кинель-Черкассы Кинель-Черкасского МР                   |                                                                |
| 98  | Кинельская волость                      | Кинельский район              | СП Кинельский Кинельского МР                               |                                                                |
| 99  | Кирилловская волость                    | Ставропольский район          | СП Кирилловка Ставропольского МР                           |                                                                |
| 100 | Кировский округ                         | Красноармейский район         | СП Кировский Красноармейского МР                           |                                                                |
| 101 | Ключевская волость                      | Исаклинский район             | СП Ключи Исаклинского МР                                   |                                                                |
| 102 | Клявлинская волость                     | Клявлинский район             | СП станция Клявлино Клявлинского МР                        |                                                                |
| 103 | Колыванский округ                       | Красноармейский район         | СП Колывань Красноармейского МР                            |                                                                |
| 104 | Коммунарская волость                    | Красноярский район            | СП Коммунарский Красноярского МР                           |                                                                |
| 105 | Комсомольская волость                   | Кинельский район              | СП Комсомольский Кинельского МР                            |                                                                |
| 106 | Коноваловская волость                   | Борский район                 | СП Коноваловка Борского МР                                 |                                                                |
| 107 | Кошкинская волость                      | Кошкинский район              | СП Кошки Кошкинского МР                                    |                                                                |
| 108 | Красноармейский округ                   | Красноармейский район         | СП Красноармейское Красноармейского МР                     |                                                                |
| 109 | Красногорская волость                   | Кинель-Черкасский район       | СП Красная Горка Кинель-Черкасского МР                     |                                                                |
| 110 | Краснодомская волость                   | Елховский район               | СП Красные Дома Елховского МР                              |                                                                |
| 111 | Красноключевская волость                | Похвистневский район          | СП Красные Ключи Похвистневского МР                        |                                                                |
| 112 | Краснооктябрьская волость               | Большечерниговский район      | СП Краснооктябрьский Большечерниговского МР                |                                                                |
| 113 | Краснополянская волость                 | Пестравский район             | СП Красная Поляна Пестравского МР                          |                                                                |
| 114 | Краснопоселенская волость               | Елховский район               | СП Красное Поселение Елховского МР                         |                                                                |
| 115 | Красносамарская волость                 | Кинельский район              | СП Красносамарское Кинельского МР                          |                                                                |
| 116 | Красносельская волость                  | Сергиевский район             | СП Красносельское Сергиевского МР                          |                                                                |
| 117 | Красноярихинская волость                | Челно-Вершинский район        | СП Краснояриха Челно-Вершинского МР                        |                                                                |
| 118 | Красноярская волость                    | Красноярский район            | СП Красный Яр Красноярского МР                             |                                                                |
| 119 | Красный Строитель, волость              | Челно-Вершинский район        | СП Красный Строитель Челно-Вершинского МР                  |                                                                |
| 120 | Криволучье-Ивановский округ             | Красноармейский район         | СП Криволучье-Ивановка Красноармейского МР                 |                                                                |
| 121 | Кротковская волость                     | Похвистневский район          | СП Кротково Похвистневского МР                             |                                                                |
| 122 | Кротовская волость                      | Кинель-Черкасский район       | СП Кротовка Кинель-Черкасского МР                          |                                                                |
| 123 | Куйбышевский округ                      | Красноармейский район         | СП Куйбышевский Красноармейского МР                        |                                                                |
| 124 | Кулешовская волость                     | Нефтегорский район            | СП Кулешовка Нефтегорского МР                              |                                                                |
| 125 | Купинская волость                       | Безенчукский район            | СП Купино Безенчукского МР                                 |                                                                |
| 126 | Курумоченская волость                   | Волжский район                | СП Курумоч Волжского МР                                    |                                                                |
| 127 | Кутузовская волость                     | Сергиевский район             | СП Кутузовский Сергиевского МР                             |                                                                |
| 128 | Ленинский округ                         | Красноармейский район         | СП Ленинский Красноармейского МР                           |                                                                |
| 129 | Летниковская волость                    | Алексеевский район            | СП Летниково Алексеевского МР                              |                                                                |
| 130 | Липовская волость                       | Сергиевский район             | СП Липовка Сергиевского МР                                 |                                                                |
| 131 | Липовская волость                       | Хворостянский район           | СП Липовка Хворостянского МР                               |                                                                |
| 132 | Лопатинская волость                     | Волжский район                | СП Лопатино Волжского МР                                   |                                                                |
| 133 | Луначарская волость                     | Ставропольский район          | СП Луначарский Ставропольского МР                          |                                                                |
| 134 | Майская волость                         | Пестравский район             | СП Майское Пестравского МР                                 |                                                                |
| 135 | Макарьевская волость                    | Безенчукский район            | СП Ольгино Безенчукского МР                                |                                                                |
| 136 | Максимовский округ                      | Богатовский район             | СП Максимовка Богатовского МР                              |                                                                |
| 137 | Малоглушицкая волость                   | Большеглушицкий район         | СП Малая Глушица Большеглушицкого МР                       |                                                                |
| 138 | Малоибряйкинская волость                | Похвистневский район          | СП Малое Ибряйкино Похвистневского МР                      |                                                                |
| 139 | Маломалышевская волость                 | Кинельский район              | СП Малая Малышевка Кинельского МР                          |                                                                |
| 140 | Малотолкайская волость                  | Похвистневский район          | СП Малый Толкай Похвистневского МР                         |                                                                |
| 141 | Малячкинская волость                    | Шигонский район               | СП Малячкино Шигонского МР                                 |                                                                |
| 142 | Марьевская волость                      | Пестравский район             | СП Марьевка Пестравского МР                                |                                                                |
| 143 | Масленниковская волость                 | Хворостянский район           | СП Масленниково Хворостянского МР                          |                                                                |
| 144 | Маякская сельская администрация         | город обл. зн. Новокуйбышевск | ГО Новокуйбышевск                                          |                                                                |
| 145 | Михайло-Овсянская волость               | Пестравский район             | СП Михайло-Овсянка Пестравского МР                         |                                                                |
| 146 | Мокшанская волость                      | Большеглушицкий район         | СП Мокша Большеглушицкого МР                               |                                                                |
| 147 | Мордово-Аделяковская волость            | Исаклинский район             | СП Мордово-Ишуткино Исаклинского МР                        |                                                                |
| 148 | Мордово-Ишуткинская волость             | Исаклинский район             | СП Мордово-Ишуткино Исаклинского МР                        |                                                                |
| 149 | Мостовская волость                      | Пестравский район             | СП Мосты Пестравского МР                                   |                                                                |
| 150 | Мочалеевская волость                    | Похвистневский район          | СП Мочалеевка Похвистневского МР                           |                                                                |
| 151 | Муранская волость                       | Шигонский район               | СП Муранка Шигонского МР                                   |                                                                |
| 152 | Мусоркская волость                      | Ставропольский район          | СП Мусорка Ставропольского МР                              |                                                                |
| 153 | Мухановская волость                     | Кинель-Черкасский район       | СП Муханово Кинель-Черкасского МР                          |                                                                |
| 154 | Надеждинская волость                    | Кошкинский район              | СП Надеждино Кошкинского МР                                |                                                                |
| 155 | Назаровская волость                     | Клявлинский район             | СП Назаровка Клявлинского МР                               |                                                                |
| 156 | Натальинская волость                    | Безенчукский район            | СП Натальино Безенчукского МР                              |                                                                |
| 157 | Нижне-Санчелеевская волость             | Ставропольский район          | СП Нижнее Санчелеево Ставропольского МР                    |                                                                |
| 158 | Нижнебыковская волость                  | Кошкинский район              | СП Нижняя Быковка Кошкинского МР                           |                                                                |
| 159 | Никитинская волость                     | Елховский район               | СП Никитинка Елховского МР                                 |                                                                |
| 160 | Ново-Аделяковская волость               | Челно-Вершинский район        | СП сельское поселение Новое Аделяково Челно-Вершинского МР |                                                                |
| 161 | Ново-Бинарадская волость                | Ставропольский район          | СП Новая Бинарадка Ставропольского МР                      |                                                                |
| 162 | Ново-Кутулукская волость                | Борский район                 | СП Новый Кутулук Борского МР                               |                                                                |
| 163 | Новоборская волость                     | Борский район                 | СП Новоборское Борского МР                                 |                                                                |
| 164 | Новобуянская волость                    | Красноярский район            | СП Новый Буян Красноярского МР                             |                                                                |
| 165 | Новоганькинская волость                 | Исаклинский район             | СП Новое Ганькино Исаклинского МР                          |                                                                |
| 166 | Новодевиченская волость                 | Шигонский район               | СП Новодевичье Шигонского МР                               |                                                                |
| 167 | Новозаборовский округ                   | Сызранский район              | СП Новозаборовский Сызранского МР                          |                                                                |
| 168 | Новокармалинская волость                | Кошкинский район              | СП Новая Кармала Кошкинского МР                            |                                                                |
| 169 | Новоключевская волость                  | Кинель-Черкасский район       | СП Новые Ключи Кинель-Черкасского МР                       |                                                                |
| 170 | Новокувакская волость                   | Шенталинский район            | СП Каменка Шенталинского МР                                |                                                                |
| 171 | Новокуровская волость                   | Хворостянский район           | СП Новокуровка Хворостянского МР                           |                                                                |
| 172 | Новомансуркинская волость               | Похвистневский район          | СП Новое Мансуркино Похвистневского МР                     |                                                                |
| 173 | Новопавловская волость                  | Большеглушицкий район         | СП Новопавловка Большеглушицкого МР                        |                                                                |
| 174 | Новорачейский округ                     | Сызранский район              | СП Новая Рачейка Сызранского МР                            |                                                                |
| 175 | Новосарбайская волость                  | Кинельский район              | СП Новый Сарбай Кинельского МР                             |                                                                |
| 176 | Новососнинская волость                  | Клявлинский район             | СП станция Клявлино Клявлинского МР                        |                                                                |
| 177 | Новоспасская волость                    | Приволжский район             | СП Новоспасский Приволжского МР                            |                                                                |
| 178 | Новотульская волость                    | Хворостянский район           | СП Новотулка Хворостянского МР                             |                                                                |
| 179 | Новоусмановская волость                 | Камышлинский район            | СП Новое Усманово Камышлинского МР                         |                                                                |
| 180 | Новоякушкинская волость                 | Исаклинский район             | СП Новое Якушкино Исаклинского МР                          |                                                                |
| 181 | Обшаровская волость                     | Приволжский район             | СП Обшаровка Приволжского МР                               |                                                                |
| 182 | Озерская волость                        | Челно-Вершинский район        | СП Озерки Челно-Вершинского МР                             |                                                                |
| 183 | Октябрьская сельская администрация      | город обл. зн. Похвистнево    | ГО Похвистнево                                             |                                                                |
| 184 | Ольгинская волость                      | Безенчукский район            | СП Ольгино Безенчукского МР                                |                                                                |
| 185 | Орловская волость                       | Кошкинский район              | СП Орловка Кошкинского МР                                  |                                                                |
| 186 | Осиновская волость                      | Ставропольский район          | СП Осиновка Ставропольского МР                             |                                                                |
| 187 | Павловский округ                        | Красноармейский район         | СП Павловка Красноармейского МР                            |                                                                |
| 188 | Падовская волость                       | Пестравский район             | СП Падовка Пестравского МР                                 |                                                                |
| 189 | Пензенская волость                      | Большечерниговский район      | СП Пензено Большечерниговского МР                          |                                                                |
| 190 | Переволокская волость                   | Безенчукский район            | СП Переволоки Безенчукского МР                             |                                                                |
| 191 | Песоченская волость                     | Безенчукский район            | СП Песочное Безенчукского МР                               |                                                                |
| 192 | Пестравская волость                     | Пестравский район             | СП Пестравка Пестравского МР                               |                                                                |
| 193 | Петровская волость                      | Борский район                 | СП Петровка Борского МР                                    |                                                                |
| 194 | Петровская волость                      | Большечерниговский район      | СП Петровский Большечерниговского МР                       |                                                                |
| 195 | Печерский округ                         | Сызранский район              | СП Печерское Сызранского МР                                |                                                                |
| 196 | Печиненский округ                       | Богатовский район             | СП Печинено Богатовского МР                                |                                                                |
| 197 | Пионерская волость                      | Шигонский район               | СП Пионерский Шигонского МР                                |                                                                |
| 198 | Пискалинская волость                    | Ставропольский район          | СП Пискалы Ставропольского МР                              |                                                                |
| 199 | Подбельская волость                     | Похвистневский район          | СП Подбельск Похвистневского МР                            |                                                                |
| 200 | Подвальская волость                     | Шигонский район               | СП Подвалье Шигонского МР                                  |                                                                |
| 201 | Подгорная волость                       | Кинель-Черкасский район       | СП Подгорное Кинель-Черкасского МР                         |                                                                |
| 202 | Подгорненская волость                   | Борский район                 | СП Подгорное Борского МР                                   |                                                                |
| 203 | Подсолнечная волость                    | Борский район                 | СП Полсолнечное Борского МР                                |                                                                |
| 204 | Подстёпкинская волость                  | Ставропольский район          | СП Подстёпки Ставропольского МР                            |                                                                |
| 205 | Подъём-Михайловская волость             | Волжский район                | СП Подъём-Михайловка Волжского МР                          |                                                                |
| 206 | Покровская волость                      | Нефтегорский район            | СП Покровка Нефтегорского МР                               |                                                                |
| 207 | Поляковская волость                     | Большечерниговский район      | СП Поляков Большечерниговского МР                          |                                                                |
| 208 | Преполовенская волость                  | Безенчукский район            | СП Преполовенка Безенчукского МР                           |                                                                |
| 209 | Прибойская волость                      | Безенчукский район            | СП Прибой Безенчукского МР                                 |                                                                |
| 210 | Приволжская волость                     | Приволжский район             | СП Приволжье Приволжского МР                               |                                                                |
| 211 | Приморская волость                      | Ставропольский район          | СП Приморский Ставропольского МР                           |                                                                |
| 212 | Прогресская волость                     | Хворостянский район           | СП Прогресс Хворостянского МР                              |                                                                |
| 213 | Просветская волость                     | Волжский район                | СП Просвет Волжского МР                                    |                                                                |
| 214 | Раменский округ                         | Сызранский район              | СП Рамено Сызранского МР                                   |                                                                |
| 215 | Рождественская волость                  | Волжский район                | СП Рождествено Волжского МР                                |                                                                |
| 216 | Романовская волость                     | Хворостянский район           | СП Романовка Хворостянского МР                             |                                                                |
| 217 | Русско-Васильевская волость             | Кошкинский район              | СП Русская Васильевка Кошкинского МР                       |                                                                |
| 218 | Русско-Добринская волость               | Клявлинский район             | СП Назаровка Клявлинского МР                               |                                                                |
| 219 | Рысайкинская волость                    | Похвистневский район          | СП Рысайкино Похвистневского МР                            |                                                                |
| 220 | Саврушская волость                      | Похвистневский район          | СП Савруха Похвистневского МР                              |                                                                |
| 221 | Садгородская волость                    | Кинель-Черкасский район       | СП Садгород Кинель-Черкасского МР                          |                                                                |
| 222 | Салейкинская волость                    | Шенталинский район            | СП Салейкино Шенталинского МР                              |                                                                |
| 223 | Светлодольская волость                  | Сергиевский район             | СП Светлодольск Сергиевского МР                            |                                                                |
| 224 | Светлопольская волость                  | Красноярский район            | СП Светлое Поле Красноярского МР                           |                                                                |
| 225 | Севрюкаевская волость                   | Ставропольский район          | СП Севрюкаево Ставропольского МР                           |                                                                |
| 226 | Семёновская волость                     | Нефтегорский район            | СП Семёновка Нефтегорского МР                              |                                                                |
| 227 | Сергиевская сельская администрация      | Сергиевский район             | СП Сергиевск Сергиевского МР                               |                                                                |
| 228 | Серноводская волость                    | Сергиевский район             | СП Серноводск Сергиевского МР                              |                                                                |
| 229 | Сиделькинская волость                   | Челно-Вершинский район        | СП Сиделькино Челно-Вершинского МР                         |                                                                |
| 230 | Сколковская волость                     | Кинельский район              | СП Сколково Кинельского МР                                 |                                                                |
| 231 | Соловьёвская волость                    | Хворостянский район           | СП Соловьёво Хворостянского МР                             |                                                                |
| 232 | Сосново-Солонецкая волость              | Ставропольский район          | СП Сосновый Солонец Ставропольского МР                     |                                                                |
| 233 | Спасская волость                        | Приволжский район             | СП Спасское Приволжского МР                                |                                                                |
| 234 | Спиридоновская волость                  | Волжский район                | СП Спиридоновка Волжского МР                               |                                                                |
| 235 | Среднеаверкинская волость               | Похвистневский район          | СП Среднее Аверкино Похвистневского МР                     |                                                                |
| 236 | Староаманакская волость                 | Похвистневский район          | СП Старый Аманак Похвистневского МР                        |                                                                |
| 237 | Старобайтермишская волость              | Клявлинский район             | СП Борискино-Игар Клявлинского МР                          |                                                                |
| 238 | Старобинарадская волость                | Красноярский район            | СП Старая Бинарадка Красноярского МР                       |                                                                |
| 239 | Старовечкановская волость               | Исаклинский район             | СП Старое Вечканово Исаклинского МР                        |                                                                |
| 240 | Староганькинская волость                | Похвистневский район          | СП Староганькино Похвистневского МР                        |                                                                |
| 241 | Старомаклаушская волость                | Клявлинский район             | СП Старый Маклауш Клявлинского МР                          |                                                                |
| 242 | Старомаксимкинская волость              | Кошкинский район              | СП Старое Максимкино Кошкинского МР                        |                                                                |
| 243 | Старопохвистневская волость             | Похвистневский район          | СП Старопохвистнево Похвистневского МР                     |                                                                |
| 244 | Старорачейский округ                    | Сызранский район              | СП Старая Рачейка Сызранского МР                           |                                                                |
| 245 | Старосеменкинская волость               | Клявлинский район             | СП Старое Семенкино Клявлинского МР                        |                                                                |
| 246 | Старососнинская волость                 | Клявлинский район             | СП станция Клявлино Клявлинского МР                        |                                                                |
| 247 | Староусмановская волость                | Камышлинский район            | СП Старое Усманово Камышлинского МР                        |                                                                |
| 248 | Старошенталинская волость               | Шенталинский район            | СП Старая Шентала Шенталинского МР                         |                                                                |
| 249 | Степношенталинская волость              | Кошкинский район              | СП Степная Шентала Кошкинского МР                          |                                                                |
| 250 | Студенецкая волость                     | Хворостянский район           | СП Студенцы Хворостянского МР                              |                                                                |
| 251 | Сургутская сельская администрация       | Сергиевский район             | СП Сургут Сергиевского МР                                  |                                                                |
| 252 | Суринская волость                       | Шигонский район               | СП Суринск Шигонского МР                                   |                                                                |
| 253 | Сухо-Авралинская волость                | Елховский район               | СП Сухие Аврали Елховского МР                              |                                                                |
| 254 | Сухо-Вязовская волость                  | Волжский район                | СП Сухая Вязовка Волжского МР                              |                                                                |
| 255 | Таволжанская волость                    | Борский район                 | СП Таволжанка Борского МР                                  |                                                                |
| 256 | Тайдаковская волость                    | Шигонский район               | СП Тайдаково Шигонского МР                                 |                                                                |
| 257 | Ташелкская волость                      | Ставропольский район          | СП Ташелка Ставропольского МР                              |                                                                |
| 258 | Теплостанская волость                   | Елховский район               | СП Тёплый Стан Елховского МР                               |                                                                |
| 259 | Тимашевская волость                     | Кинель-Черкасский район       | СП Тимашево Кинель-Черкасского МР                          | до 2004: пгт Тимашево и подчинённые с.н.п.                     |
| 260 | Тимофеевская волость                    | Ставропольский район          | СП Тимофеевка Ставропольского МР                           |                                                                |
| 261 | Токмаклинская волость                   | Челно-Вершинский район        | СП Токмакла Челно-Вершинского МР                           |                                                                |
| 262 | Троицкий округ                          | Сызранский район              | СП Троицкое Сызранского МР                                 |                                                                |
| 263 | Туарминская волость                     | Шенталинский район            | СП Туарма Шенталинского МР                                 |                                                                |
| 264 | Узюковская волость                      | Ставропольский район          | СП Узюково Ставропольского МР                              |                                                                |
| 265 | Украинская волость                      | Большечерниговский район      | СП Украинка Большечерниговского МР                         |                                                                |
| 266 | Усаклинская волость                     | Клявлинский район             | СП Чёрный Ключ Клявлинского МР                             |                                                                |
| 267 | Усинский округ                          | Сызранский район              | СП Усинское Сызранского МР                                 |                                                                |
| 268 | Усманская волость                       | Борский район                 | СП Усманка Борского МР                                     |                                                                |
| 269 | Усольская волость                       | Шигонский район               | СП Усолье Шигонского МР                                    |                                                                |
| 270 | Утёвская волость                        | Нефтегорский район            | СП Утёвка Нефтегорского МР                                 |                                                                |
| 271 | Фрунзенская волость                     | Большеглушицкий район         | СП Фрунзенское Большеглушицкого МР                         |                                                                |
| 272 | Хворостянская волость                   | Хворостянский район           | СП Хворостянка Хворостянского МР                           |                                                                |
| 273 | Хилковская волость                      | Красноярский район            | СП Хилково Красноярского МР                                |                                                                |
| 274 | Хорошенская волость                     | Красноярский район            | СП Хорошенькое Красноярского МР                            |                                                                |
| 275 | Хрящёвская волость                      | Ставропольский район          | СП Хрящёвка Ставропольского МР                             |                                                                |
| 276 | Чапаевский округ                        | Красноармейский район         | СП Чапаевский Красноармейского МР                          |                                                                |
| 277 | Чекалинский округ                       | Сызранский район              | СП Чекалино Сызранского МР                                 |                                                                |
| 278 | Челно-Вершинская волость                | Челно-Вершинский район        | СП Челно-Вершины Челно-Вершинского МР                      |                                                                |
| 279 | Чёрновская волость                      | Волжский район                | СП Чёрновский Волжского МР                                 |                                                                |
| 280 | Черновская волость                      | Сергиевский район             | СП Черновка Сергиевского МР                                |                                                                |
| 281 | Черновская волость                      | Кинель-Черкасский район       | СП Черновка Кинель-Черкасского МР                          | 2004: в состав волости включён посёлок Первомайский, ранее пгт |
| 282 | Черноключевская волость                 | Клявлинский район             | СП Чёрный Ключ Клявлинского МР                             |                                                                |
| 283 | Чернореченская волость                  | Волжский район                | СП Черноречье Волжского МР                                 |                                                                |
| 284 | Четырлинская волость                    | Шенталинский район            | СП Четырла Шенталинского МР                                |                                                                |
| 285 | Четыровская волость                     | Кошкинский район              | СП Четыровка Кошкинского МР                                |                                                                |
| 286 | Чубовская волость                       | Кинельский район              | СП Чубовка Кинельского МР                                  |                                                                |
| 287 | Чувашско-Урметьевская волость           | Челно-Вершинский район        | СП Чувашское Урметьево Челно-Вершинского МР                |                                                                |
| 288 | Шенталинская волость                    | Шенталинский район            | СП Шентала Шенталинского МР                                |                                                                |
| 289 | Шигонская волость                       | Шигонский район               | СП Шигоны Шигонского МР                                    |                                                                |
| 290 | Шиланская волость                       | Красноярский район            | СП Шилан Красноярского МР                                  |                                                                |
| 291 | Шпановская волость                      | Кошкинский район              | СП Шпановка Кошкинского МР                                 |                                                                |
| 292 | Эштебенькинская волость                 | Челно-Вершинский район        | СП Эштебенькино Челно-Вершинского МР                       |                                                                |
| 293 | Южная волость                           | Большеглушицкий район         | СП Южное Большеглушицкого МР                               |                                                                |
| 294 | Ягодинская волость                      | Ставропольский район          | СП Ягодное Ставропольского МР                              |                                                                |